# Vinanitelo (Fianarantsoa II)
Vinanitelo est une commune rurale malgache située dans la partie est de la région de la Haute Matsiatra.
Vinanitelo marque le bout d'une piste difficile en venant de Fianarantsoa au sud. Une association communale propose un hébergement aux étrangers de passage. Toilettes à l'extérieur, mais possibilité de "douche malgache" avec eau froide et eau chaude.
Le site web officiel de Vinanitelo est en ligne depuis 25 juin 2019 avec le lien http://vinanitelo.jerygasy.com ,